# Сейлер, Афин
Афин Сейлер (англ. Athene Seyler, 31 мая 1889, Хакни, Лондон, Великобритания — 12 сентября 1990, Хаммерсмит, Лондон, Великобритания) — британская актриса.

## Биография
Афин Сейлер родилась в Лондоне 31 мая 1889 года. Образование она получила в школе Кумб-Хилл в графстве Суррей, которая отличалась своей прогрессивностью, рассказывая на уроках биологии о научной работе Чарльза Дарвина «Происхождение видов». Отец Сейлер также был передовых взглядов, и часто водил свою семью на лекции известных философов и социологов, вместо посещения воскресной молитвы в церкви.
В 1908 году Сейлер поступила в Королевскую академию драматического искусства, а год спустя впервые вышла на театральную сцену. Среди её ролей на лондонской сцене наиболее запоминающимися стали миссис Малапроп в «Соперниках», леди Брэкнелл в «Как важно быть серьёзным» и одна из сестёр Брюстер в комедии «Мышьяк и старые кружева», где она играла в паре со своей подругой Сибил Торндайк.
В 1921 году Сейлер дебютировала на киноэкранах в немом британском фильме «Приключения мистера Пиквика». Активную карьеру в кино она уже начала с приходом звукового кинематографа, появившись в фильмах «Частная жизнь Дон Жуана» (1934), «Цитадель» (1938), «Пиковая дама» (1949), «Дело о похищении» (1951), «Засекреченные люди» (1952), «Ночь демона» (1957), «Постоялый двор шестой степени счастья» (1958) и «Повесть о двух городах» (1958).
В 1950—1951 годах актриса была президентом Королевской академии драматического искусства. В 1959 году Сейлер стала командором Ордена Британской империи. С началом 1970-х годов она завершила свою актёрскую карьеру, но в последующие годы продолжала появляться на публике, участвую в различных мероприятиях и телешоу. В 1990 году в Королевском национальном театре состоялся её творческий вечер.
14 февраля 1914 года Сейлер вышла замуж за Джеймса Бери Стерндейла-Беннета (1889—1941), внука композитора Уильяма Стерндейла Беннета, и родила от него дочь Джейн Энн (1917—2015). В 1922 году у неё начался роман с актёром Николосом Ханненом (1881—1972), который был женат. В связи с тем, что его жена отказала ему в разводе, оформить свой брак она смогли только после её смерти в 1960 году. Афин Сейлер умерла в Хаммерсмите 12 сентября 1990 года в возрасте 101 года. Похоронена вместе с мужем в семейном склепе в деревне Уоргрейв в графстве Беркшир.